# Urocyon
Urocyon é um gênero de canídeos que contém duas espécies vivas, a raposa-cinzenta (Urocyon cinereoargenteus) e a raposa-das-ilhas (Urocyon littoralis).  Estas duas espécies de raposas são encontradas no hemisfério ocidental. 
O sequenciamento de genoma completo indica que Urocyon é o gênero mais basal dos canídeos vivos. Fósseis do que se acredita ser o ancestral da raposa-cinzenta, Urocyon progressus, foram encontrados no Kansas e datam do Pleistoceno Superior, com alguns espécimes não descritos datando de ainda mais.
As espécies do gênero Urocyon são às vezes chamadas de "raposas das árvores", pois são capazes de subir em árvores, um hábito bastante incomum para um canídeo.

## Espécies existentes
| Imagem | Nome científico          | Nome comum       | Distribuição |
| ------ | ------------------------ | ---------------- | --- |
|        | Urocyon cinereoargenteus | Raposa-cinzenta  | Metade sul da América do Norte, desde o sul do Canadá até a parte norte da América do Sul (Venezuela e Colômbia), excluindo as montanhas do noroeste dos Estados Unidos |
|        | Urocyon littoralis       | Raposa-das-ilhas | Ilhas do Canal (na costa do sul da Califórnia) |

## Raposa-de-cozumel
A raposa-de-cozumel (Urocyon sp.) é uma pequena raposa não descrita do gênero Urocyon em perigo de extinção ou em extinção, encontrada na ilha de Cozumel, México. O último avistamento relatado foi em 2001, mas levantamentos com foco nesta espécie ainda não foram realizados desde então. A raposa-de-cozumel não foi descrita cientificamente, é uma forma anã como a raposa da ilha, mas ligeiramente maior, tendo até três quartos do tamanho da raposa-cinzenta. Estava isolado na ilha há pelo menos 5.000 anos, provavelmente muito mais tempo. Isso indicaria que a colonização da ilha de Cozumel por Urocyon é anterior à dos humanos.

## Espécies extintas
As espécies extintas são:
- U. citrinus
- U. galushai
- U. minicephalus
- U. progressus
- U. webbi